# Operace Kutuzov
Operace Kutuzov (nebo též Orelská operace) byla vojenská ofenzíva Velké vlastenecké války, která byla pojmenována po Michailovi Kutuzovovi, carském generálovi, který vyhnal v roce 1812 Napoleona z Ruska.
Operace Kutuzov byla naplánována v souvislosti s bitvou v Kurském oblouku, kdy měli Sověti na zvážení buď možnost útoku, či obrany. Skupina sovětských generálů kolem Žukova prosadila druhou možnost s tím, že až dojde k vyčerpání německých vojsk v Kurském oblouku, začne protiútok Rudé armády - Operace Kutuzov. Na německá vojska severně od kurského výběžku měla zaútočit vojska Brjanského a Západního frontu. Operace byla zahájena 12. července 1943, kdy začal sovětský protiútok na severní straně Kurského výběžku směrem na Orel a na Brjansk. Rudé armádě se podařilo prorazit obranu na východě i severu orelského výběžku a postupně likvidovat síly protivníka. Její postup ale nebyl dostatečně rychlý, protože Sověti stále naráželi na připravenou německou obranu. Orel tak byl osvobozen až 5. srpna, Brjansk 18. srpna 1943. V této operaci hráli velkou úlohu sovětští partyzáni, kterým se dařilo s úspěchem ničit železniční tratě a paralyzovat německou přepravu. To vedlo někdy až k zastavení přísunu potravin, střeliva a pohonných hmot. Němci se byli nuceni po vyčerpávajících bojích stáhnout do předem připravované obranné linie Hagen. Vyčerpaná však byla i sovětská vojska, která přešla v tomto prostoru 20. srpna do obrany.
Na jižním sektoru Kurského výběžku byla situace komplikovanější. Zde probíhaly tvrdé boje u Prochorovky, do kterých musely být zapojeny i jednotky záložního Stepního frontu, které byly původně určené čistě k provedení protiútoku po vyhrané kurské bitvě. 3. srpna začala Operace Vojevůdce Rumjancev, při níž byla německá armáda nucena dále ustupovat. Do konce měsíce srpna dobyla Rudá armáda Charkov a na tyto boje navázala gigantická Bitva o Dněpr.